# جاي توماس إيفانز
جاي توماس إيفانز (بالإنجليزية: Jay Thomas Evans) هو مصارع هاوي أمريكي، ولد في 21 يناير 1931 في تلسا في الولايات المتحدة، وتوفي في 8 مارس 2008 في نورمان في الولايات المتحدة.

## وصلات خارجية
- جاي توماس إيفانز على موقع قاعدة بيانات المصارعة الدولية (الإنجليزية)
- جاي توماس إيفانز على موقع أوليمبيديا (الإنجليزية)